# 데루오카역
데루오카역(일본어: 光岡駅)은 일본 후쿠오카현 히타시에 있는 규슈 여객철도 규다이 본선의 역이다. 상대식 승강장 2면 2선의 구조를 갖춘 지상역이다.

## 타는 곳
| 1 | ■ 규다이 본선   | (하행) | 히타 · 유후인 방면 | ■ 히타히코산 선 (하행) 포함        |
| 2 | ■ 규다이 본선   | (상행) | 구루메 방면        | 일부 열차는 1번 승강장에 발착한다. |
| 2 | ■ 히타히코산 선 | (상행) | 다가와고토지 방면  | 일부 열차는 1번 승강장에 발착한다. |

## 이용 현황
- 2011년도 1일 평균 승차 인원 : 137명

| 승차 인원 추이 | 승차 인원 추이    |
| 연도           | 1일 평균 이용객수 |
| -------------- | ----------------- |
| 2000           | 152               |
| 2001           | 159               |
| 2002           | 139               |
| 2003           | 123               |
| 2004           | 103               |
| 2005           | 147               |
| 2006           | 161               |
| 2007           | 149               |
| 2008           | 143               |
| 2009           | 149               |
| 2010           | 145               |
| 2011           | 137               |

## 역 주변
- 히타 테루오카 우체국

## 역사
- 1934년 6월 25일 : 일본 철도성(일본국유철도)의 데루오카역으로서 개업.
- 1987년 4월 1일 : 일본국유철도 분할 민영화에 의해 규슈 여객철도가 승계.

## 인접 역
| 규다이 본선        | 규다이 본선     | 규다이 본선      |
| ------------------ | --------------- | ---------------- |
| 요아케 구루메 방면 | ■ 규다이 본선   | 히타 오이타 방면 |
| 히타히코산 선      |                 |                  |
| 요아케 조노 방면   | ■ 히타히코산 선 | 히타 히타 방면   |